# Ethel Caterhamová
Ethel May Caterhamová (nepřechýleně Ethel Caterham; * 21. srpna 1909) je anglická superstoletá žena, která je od 30. dubna 2025 nejstarší žijící osobou na světě. Je také známá jako poslední osoba narozená za vlády Eduarda VII. a jako nejdéle žijící osoba ve Spojeném království v historii.

## Život
Ethel Caterhamová, rozená Collinsová, se narodila 21. srpna 1909 ve vesnici Shipton Bellinger v hrabství Hampshire jako druhá nejmladší z osmi dětí. Její sestra Gladys Babilasová (1897–2002) se dožila 104 let. V roce 1931 se Ethel vdala za Normana Caterhama (1905–1976), který se později stal podplukovníkem v Royal Army Pay Corps (RAPC). Pár žil v Harnhamu na předměstí Salisbury, odkud se přestěhoval do Hong Kongu a Gibraltaru, kde se páru narodily dvě dcery. Caterhamová žila v domě u své dcery Anny až do její smrti v únoru 2020. V roce 2020 ve 110 letech přežila nákazu Covidu-19.

### Dlouhověkost
Po smrti Mary „Mollie“ Walkerové (1909–2022) se stala nejstarší žijící osobou ve Spojeném království.
Po smrti Inah Canabarrové Lucasové (1908–2025) se stala nejstarší žijící osobou na světě.